# Ribero (khu tự quản)
Ribero là một khu tự quản thuộc bang Sucre, Venezuela. Thủ phủ của khu tự quản Ribero đóng tại Cariaco. Khự tự quản Ribero có diện tích 1570 km2, dân số theo điều tra dân số ngày 21 tháng 10 năm 2001 là 51979 người.